# Lycium ferocissimum
Lycium ferocissimum är en potatisväxtart som beskrevs av John Miers. Lycium ferocissimum ingår i släktet bocktörnen, och familjen potatisväxter. Inga underarter finns listade i Catalogue of Life.

## Bildgalleri

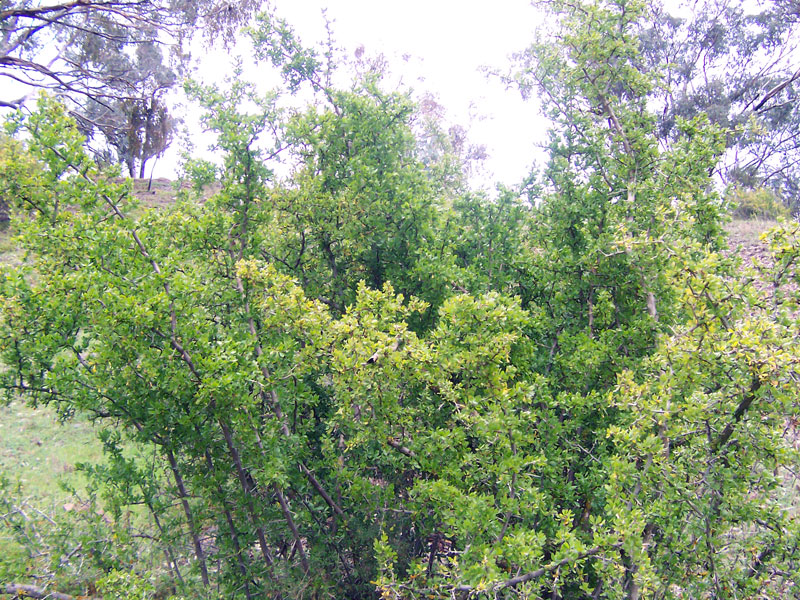
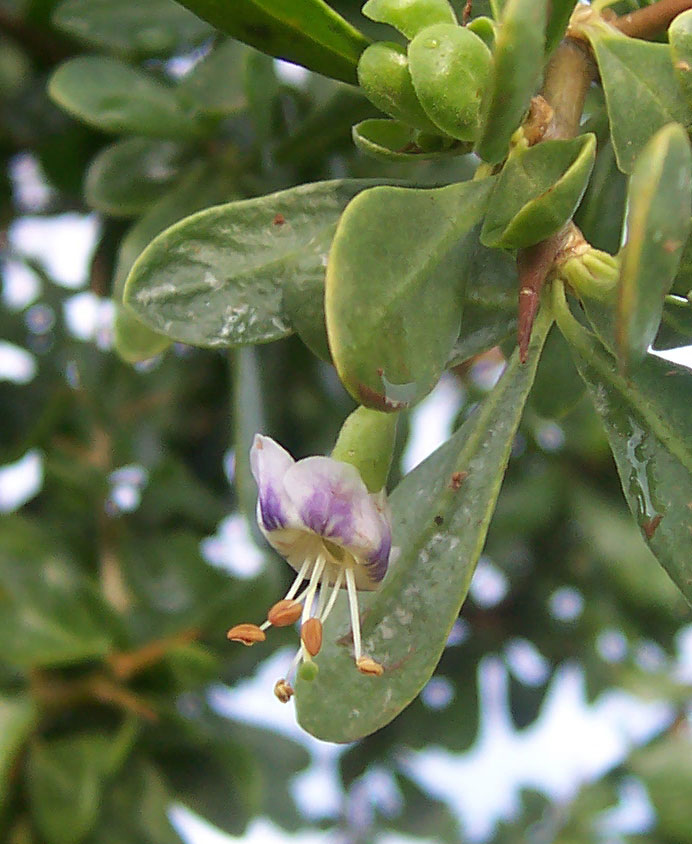